# 繁沢就充
繁沢 就充（はんざわ なりみつ）は、江戸時代前期の長州藩士。父は益田元堯。繁沢元貞の娘婿として繁沢家を継ぐ。

## 生涯
慶長19年（1614年）、益田元堯の次男として生まれる。元和9年（1623年）9月18日、毛利秀就から采女正の官途名と「就」の偏諱を与えられ、就充と名乗った。
寛永4年（1627年）に繁沢元貞が死去したため、寛永6年（1629年）に元貞の娘・松と婚姻し、元貞の知行500石を相続した。同年11月23日に毛利秀就は、就充と松の2人にそれぞれ書状を送り、不和によって離縁した場合は元貞の旧知行を松に与え、松に不届きがあって離縁した場合は就充に元貞の旧知行を与えることとした。
就充には蔵米1500石が与えられていたが、寛文9年（1669年）2月28日に毛利綱広から500石の田地を与えられ、合わせて2000石となった。
元禄8年（1695年）5月19日に82歳で死去。益田就高の弟である就親が跡を継いだ。

## 系譜
- 実父：益田元堯（1595-1658）
- 養父：繁沢元貞（1595-1627）
- 正室：松（?-?） - 繁沢元貞の娘。
  - 養子：益田織部（?-?） - 主計。益田就之の末子。養子となったが、家に入る前に死去。
  - 養子：木原万作（?-?） - 采女。福原就祥の子。養子となったが、夭折。
  - 養子：繁沢就親（1663-1730） - 益田就貫の三男。享保15年2月7日（1730年3月25日）に68歳没。正室は毛利就泰の養女（吉川正俊の娘）。